# 아빠는 딸
《아빠는 딸》은 2017년에 개봉한 대한민국의 영화이다.
일본의 작가 이가라시 다키하사의 소설 《아빠와 딸의 7일간》을 원작으로 하고 있다.

## 캐스팅
- 윤제문 : 원상태 (아빠) 역
- 정소민 : 원도연 (딸) 역
- 이일화 : 엄마 역
- 신구 : 외할아버지 역
- 이미도 : 나윤미 대리 역
- 강기영 : 주장원 대리 역
- 지오 : 전동길 부장 역
- 민도희  : 배진영 역
- 허가윤 : 안경미 역
- 박혁권 : 정병진 역
- 이유진 : 강지오 역
- 장원영 : 권 사장 역
- 공서영 : 쇼호스트 역
- 이설아 : 어린도연 1 역
- 곽지혜 : 어린도연 2 역
- 이정수 : 담임선생님 역
- 정인태 : 윤수 역
- 김선길 : 정배 역
- 인유선 : 음치여고생 역
- 임지은 : 강지오팬클럽 역
- 백원직 : 밴드부 역
- 박희진 : 재고팀원 1 역
- 김명환 : 재고팀원 2 역
- 김종구 : 회장 역
- 성민수 : 남 이사 역
- 강승완 : 강 과장 역
- 김주연 : 편의점 주인 역
- 정수용 : 땡처리닷컴 1 역
- 오형근 : 땡처리닷컴 2 역
- 윤진영 : 의사 역
- 윤지영 : 김 간호사 역
- 정유동 : 응급실 의사 역
- 최연서 : 응급실 간호사 역
- 김현지 : 응급실 간호사 역
- 박지교 : 응급실 간호사 역
- 이희석 : FD 역
- 최영설 : 홈쇼핑모델 역
- 김민찬 : 고딩커플 역
- 박세의 : 고딩커플 역
- 장철호 : 직원 역
- 박종범 : 직원 역
- 홍영은 : 직원 역
- 김효림 : 직원 역
- 현직 : 직원 역
- 함정인 : 영업1팀 역
- 최현수 : 바텐더 역
- 박명수 : 가짜 편의점 사장 역 (특별출연)
- 김인권 (특별출연)
- 이호준 (특별출연)